# Härjedalslav
Härjedalslav (Caloplaca proteus) är en lavart som beskrevs av Poelt. Härjedalslav ingår i släktet orangelavar och familjen Teloschistaceae.  Arten är reproducerande i Sverige. Inga underarter finns listade i Catalogue of Life.